# 維利涅 (科諾托普區)
51°8′0″N 33°9′58″E / 51.13333°N 33.16611°E
維利內（烏克蘭語：Вільне）是位於烏克蘭東北部的村莊，由蘇梅州科諾托普區的波皮夫卡市鎮負責管轄。該村距離索斯尼夫卡2公里，海拔高度158米，2001年該村落人口16。